# Питер Грајмс
Питер Грајмс је опера Бенџамина Бритна, са либретом адаптираним од стране Монтагу Слатера (Montagu Slater). Радња опере је смештена у фиктивно село које дели неке сличности са Крабеом, а касније Бритновим, властитим домом Алдебургом, градом на источној обали Енглеске.
Премијера је била Енглеској националној опери (Sadler's Wells) у Лондону 7. јуна 1945, под диригентском палицом Реџиналда Гудола (Reginald Goodall). То је био први у низу Бритнових успеха. Популарност ове опере траје до данас и сматра се стандардним репертоаром многих оперски кућа.

## Либрето
Рибар Грајамс пркоси мештанима који са незадовољством гледају како злоставља своје помоћнике, а он их тера да раде да би се обогатио и новцем купити поштовање заједнице. Фатална случајност удеси да два његова радника изгубе живот без непосредне кривице Грајамса. Мештани су уверени да је он убица. Тада му се свети његова безобзирност и нечовечност. Скривајући се пред хапшењем и затвором, Грајмс, поремећеног ума, излаз проналази у самоубиству потапајући себе и брод.